# Crkva Gospe kraj mora u Trogiru
Crkva Gospe kraj mora je katolička crkva u Trogiru, na adresi Put Gospe kraj mora.

## Opis
Gospe kraj mora na sjevernoj obali Čiova jednobrodna je predromanička crkvica s kvadratnom apsidom, nastala u periodu od 10. do 13. stoljeća, kasnije dograđena na zapadnoj strani jednobrodnom prostorijom pravokutnog tlocrta. Građena je od kamena s dvoslivnim krovom pokrivenim kamenom pločom, a na vanjskim zidovima i apsidi ukrašena je plitkim lezenama.

## Inventar
U unutrašnjosti se nalaze dva drvena oltara bez slika i recentni drveni kor. Inventar crkve upisan je u Registar kulturnih dobara RH pod brojem Z-4343.

## Zaštita
Pod oznakom Z-5166 zavedena je kao nepokretno kulturno dobro - pojedinačno, pravna statusa zaštićena kulturnog dobra, klasificirano kao "sakralna graditeljska baština".

## Vanjske poveznice
|  | Zajednički poslužitelj ima još gradiva o temi Crkva Gospe kraj mora u Trogiru |